# نورمان ويزدوم
نورمان ويزدوم (بالإنجليزية: Norman Wisdom)‏ (4 فبراير 1915 - 4 أكتوبر 2010)، ممثل بريطاني.

## مواقع خارجية
- نورمان ويزدوم على موقع IMDb (الإنجليزية)
- نورمان ويزدوم على موقع روتن توميتوز (الإنجليزية)
- نورمان ويزدوم على موقع ألو سيني (الفرنسية)
- نورمان ويزدوم على موقع ميوزك برينز (الإنجليزية)
- نورمان ويزدوم على موقع أول موفي (الإنجليزية)
- نورمان ويزدوم على موقع قاعدة بيانات برودواي على الإنترنت (الإنجليزية)
- نورمان ويزدوم على موقع قاعدة بيانات الأفلام السويدية (السويدية)
- نورمان ويزدوم على موقع إن إن دي بي (الإنجليزية)
- نورمان ويزدوم على موقع ديسكوغز (الإنجليزية)
- نورمان ويزدوم على موقع قاعدة بيانات الفيلم (الإنجليزية)